# Werner Strik (Mediziner, 1930)
Werner Othmar Strik (* 27. März 1930 in Mährisch Rothwasser; † 10. Januar 2021 in Würzburg) war ein deutscher Mediziner. Er war Chefarzt und Ärztlicher Direktor der Missionsärztlichen Klinik in Würzburg und außerplanmäßiger Professor am Universitätsklinikum Würzburg.

## Leben
Werner Strik verbrachte Kindheit und Jugend in einem Dorf, welches in eine böhmische und eine mährische Gemeinde geteilt war – die deutsche Familie wohnte in der letztgenannten. Nach Ende des 2. Weltkriegs fiel das seit 1939 unter deutscher Herrschaft stehende Protektorat Böhmen und Mähren wieder der Tschechoslowakei zu. Strik kam 1946 in ein Internierungslager und wurde nach 2 Monaten Lagerhaft im Juni 1946 mit seiner Mutter und seinem jüngeren Bruder zwangsweise ausgesiedelt. Der Vater, Arzt, kam zwei Monate später frei und gelangte nach Hofheim in Unterfranken, wo die Familie ab Oktober 1946 wieder vereint war.
Strik konnte ab Oktober 1946 seinen Schulbesuch fortsetzen und nach dem Abitur in Bamberg studierte er 1949 bis 1955 an der Julius-Maximilians-Universität Würzburg Medizin, was er mit Staatsexamen und Promotion abschloss. Anschließend war er am Universitätsklinikum Würzburg in der damaligen Medizinischen Poliklinik tätig, wo er sich 1967 habilitierte.
Bereits Anfang der 1970er Jahre begann er eine Konsiliararzttätigkeit an der Missionsärztlichen Klinik und wechselte 1973, nach Erhalt seiner außerplanmäßigen Professur, als Chefarzt der Inneren Klinik dorthin. Später wurde er auch Ärztlicher Direktor des Krankenhauses „Missio-Klinik“, wie sie genannt wurde, bis zu seiner Berentung 1995.
Werner Strik war verheiratet und hat vier Kinder. Der Psychiater und Psychotherapeut Werner Konrad Othmar Strik ist sein Sohn.
Strik und seine Frau Margarete setzten sich für die Aufarbeitung der zwischen den sudetendeutschen und den tschechischen Bewohnern bestehenden Spannungen und deren Versöhnung ein. Beide erhielten dafür das Bundesverdienstkreuz.
Werner Strik verstarb im Alter von 90 Jahren an einer Coronavirus-Infektion.

## Ehrungen
- 2001: Bundesverdienstkreuz am Bande[4]
- 2004: Ritter des päpstlichen Silvesterordens[5]

## Schriften
- Das Verhalten der Serumcholinesterase vor und nach der Entfernung maligner Tumoren. Dissertation. Universität Würzburg 1955, DNB 480640971.
- Chronische Lebererkrankungen bei Bier-, Wein- und Mosttrinkern in Franken. Pathogenese, Klinik und Frühdiagnose. Habilitationsschrift. Universität Würzburg 1967, DNB 482303697.
- Erkrankungen des Herzens und des Kreislaufsystems und ihre Behandlung. Herder, Freiburg/Basel/Wien 1974, ISBN 3-451-16873-1.
- Frieden im Herzen Europas = Mír v srdci Evropy. Zweisprachige Ausgabe deutsch und tschechisch. Zdeněk Susa, Středokluky 2015, ISBN 978-80-88084-00-6.
- mit Charlotte Breyer, Michael Schwab: Lust und Last des langen Lebens. Hans Franke, die Medizinische Poliklinik und Bürgerspital – Würzburger Wurzeln der Geriatrie. Echter, Würzburg 2016, ISBN 978-3-429-03956-1.